# Роксанн Перес
Карла Гонсалес (англ. Carla Gonzalez, нар. 5 листопада 2001) — американська професійна реслерка. З березня 2022 року вона виступає у WWE, на бренді RAW під ринг-іменем Роксанн Перес (англ. Roxanne Perez) у складі угруповання Судний День. Вона є колишньою командною чемпіонкою WWE, колишньою дворазовою Чемпіонкою NXT серед жінок та колишньою Командною Чемпіонкою NXT серед жінок з Корою Джейд.
До підписання контракту з WWE Гонсалес виступала під ринг-іменем Рок-Сі (англ. Rok-C) у Ring of Honor (ROH), де вона була першою Чемпіонкою світу серед жінок ROH. Вона також працювала у кількох незалежних промоушенах, таких як Reality of Wrestling.

## Кар'єра у професійному реслінгу

### Незалежні промоушени (2018–2022)
Гонсалес почала тренуватися у віці 13 років, а пізніше тренувалася під керівництвом Букера Т., починаючи з 16 років. Вона дебютувала в професійному реслінгу в грудні 2018 року під ринг-іменем Рок-Сі, коли вона почала виступати у промоушені Букера Т Reality of Wrestling. Rok-C провела більшу частину своїх років новачка в реслінгу у промоушенах в своєму рідному штаті Техас, особливо в ROW, де вона виграла жіночий титул, Чемпіонство ROW Diamonds Division.

### Ring of Honor (2021–2022)
У квітні 2021 року, Рок-Сі дебютувала у Ring og Honor, об’єднавшись у команду із Максом Імпайлер в обмеженому за часом матчі проти Лейні Лак і Хаяна. Потім Рок-Сі брала участь у турнірі за Чемпіонство світу серед жінок ROH, де вона перемогла таких суперниць, як Сумі Сакай, Куінн МакКей, і Анджеліна Лав. У фіналі Death Before Dishonor XVIII вона перемогла Міранду Алізе, щоб стати першою Чемпіонкою світу ROH серед жінок і наймолодшою чемпіонкою в історії компанії у 19 років. На Final Battle вона зберегла свою першість проти Віллоу Найтінгейл в останньому PPV ROH перед перервою. Після матчу, вона мала конфронтацію з колишньою Чемпіонка Impact серед нокаутш і чинна Чемпіонка AAA Reina de Reinas Деонна Пурраццо, яка запропонувала матч "Переможець забирає все" на майбутній події Impact Wrestling. Матч відбувся 13 січня на випуску Impact!, де вона програла Чемпіонство світу серед жінок ROH проти Пурраццо, яка також поставила на кон титул AAA Reina de Reinas.

### WWE (2022–дотепер)

#### NXT (2022–2025)
У березні 2022 року було підтверджено, що Гонсалес підписала контракт із підготовчим брендом WWE NXT,, і змінила своє ім’я на Роксанн Перес. Перес дебютувала у WWE 15 квітня на випуску NXT Level Up, де вона перемогла Слоун Джейкобс. Вона вперше з'явилася на NXT 19 квітня, перемігши Джейсі Джейн. У травні та червні, Перес брала участь у NXT Women's Breakout Tournament 2022, і виграла, перемігши Тіффані Страттон у фіналі, і отримала контракт на можливість змагатися за титул за її вибором. На The Great American Bash, Перес і Кора Джейд перемогли Toxic Attraction (Джіджі Долін і Джейн), і стали Командними чемпіонами NXT серед жінок. Наступного тижня, Перес використала свій контракт у матчі проти Менді Роуз за Чемпіонство NXT серед жінок, але Джейд зрадила її, і коштувала Перес можливості стати чемпіонкою. Наступного випуску, Джейд викинула свій чемпіонський пояс у смітник; в результаті WWE потім визнала, що Перес продовжує утримувати титули, але наступного тижня вона також вакантувала їх. Це призвело до матчу між Джейд і Перес на Heatwave, де Джейд перемогла, і матчу зі зброєю на Halloween Havoc, який виграла Перес. На Deadline, Перес виграла перший Iron Survivor Challenge матч, а через три дні перемогла Менді Роуз, і виграла Чемпіонство NXT серед жінок.
У січні 2023 року, Перес взяла участь у своєму першому матчі Королівської Битви на однойменному шоу. Вона увійшла як восьмий учасник і протрималася понад чотири хвилини, перш ніж її усунули Damage CTRL (Бейлі, Дакота Кай та Ійо Скай). На Vengeance Day, Перес зберегла титул проти Джіджі Долін і Джейсі Джейн у матчі потрійної загрози. Потім вона захистила свій титул проти Мейко Сатомури на Roadblock. Після матчу вона знепритомніла і її витягли на ношах. Вона повернулася на випуску NXT від 28 березня, і заявила, що буде захищати свій титул на Stand & Deliver, де вона програла титул Інді Гартвелл у матчі з драбинами за участю Долін, Зої Старк, Стреттон та Лайри Валькірії, завершивши її рейн у 109 днів. На випуску NXT від 18 квітня, після того як Перес виграла матч проти Старк, Гартвелл кинула виклик Перес на титульний матч, але Страттон перервала її, що призвело до матчу потрійної загрози за титул на Spring Breakin', де Перес не змогла виграти титул. Після того, як Гартвелл відмовилася від титулу, Перес було оголошено однією з восьми жінок, які візьмуть участь у турнірі за Чемпіонство NXT серед жінок, аби визначити ім'я нової чемпіонки на Battleground. Потім вона дебютувала WWE Main Event на випуску від 11 травня. Перес перемогла Джейн у першому раунді турніру, але програла Страттон у півфіналі наступного випуску. Після матчу на неї напала жінка в масці. Наступному випуску, Блер Девенпорт виявила себе таємничим нападником. Це призвело до матчу зі зброєю на The Great American Bash, де Перес здолала Девенпорт. У ніч 1 Halloween Havoc, Перес перемогла Кіану Джеймс у матчі Spin the Wheel, Make the Deal: Диявольський гральний майданчик. Їхня ворожнеча призвела до матчу в сталевій клітці на Deadline, де Перес зазнала поразки від Джеймс через втручання Іззі Дейм.
16 січня 2024 року на випуску NXT, Перес виграла баттл-роял серед жінок, за можливість зустрітися з Чемпіонкою NXT серед жінок Лайрою Валькірією за титул на Vengeance Day. Потім Перес взяла участь у матчі Королівської битви 2024; вступивши в матч під номером 27, і будучи усуненою Страттон. На Vengeance Day, Перес зазнала поразки від Валькірії. Під час матчу, Лола Вайс використала свій контракт з Breakout Tournament, таким чином зробивши матч потрійної загрози. На Roadblock, Перес напала на Валькірію, тим самим ставши хілом. На Stand & Deliver, Перес перемогла Валькірію та виграла титул. Вона стала наймолодшою дворазовою чемпіонкою NXT серед жінок і третьою в загальному заліку, яка мала декілька рейнів, разом із Шарлотт Флер і Шайною Баслер. Першого тижня Spring Breakin', Перес перемогла Валькірію та Тейтум Пакслі в матчі потрійної загрози, зберігши титул. 28 травня на випуску NXT, Чемпіонка світу TNA серед нокаутш Джордінн Грейс несподівано з’явилася та кинула виклик Перес за титул на Battleground, де Перес зберегла титул. Потім вона захистила свій титул проти Вайс на Heatwave, і Теї Гейл першого тижня The Great American Bash. На No Mercy, Перес зберегла титул проти Джейди Паркер. Після матчу, Перес мала конфронтацію з дебютанткою Джулією. На спеціальному випуску прем'єри NXT на CW, Перес здолала Джулію у титульному матчі, після втручання від Кори Джейд, яка тільки но повернулася. Згодом, Перес і Джейд зустрілися у командному матчі проти Джулії та Стефані Вакер на Halloween Havoc, який вони програли.

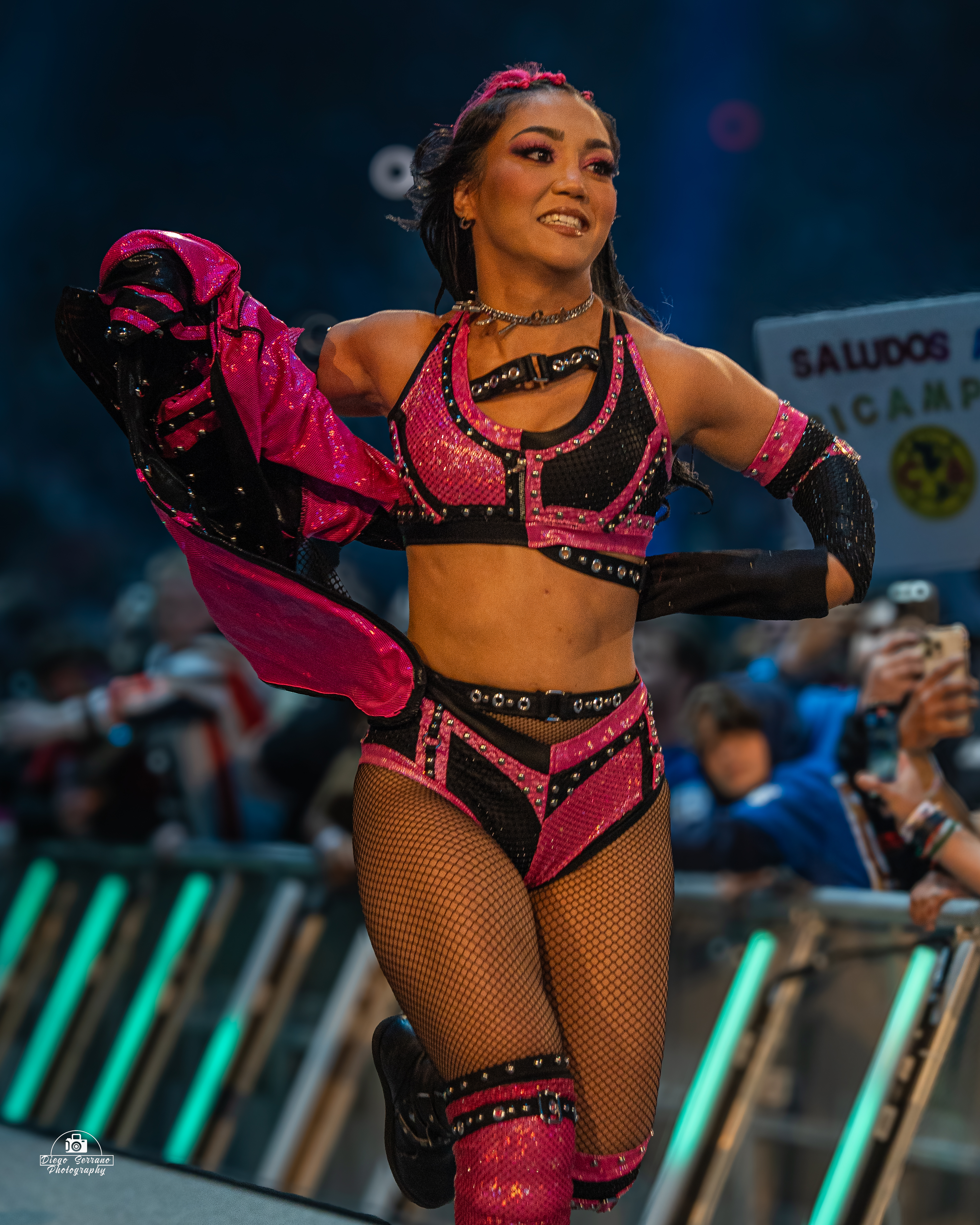
Перес здійснює свій вихід на Королівській битві 2025

У січні 2025, Перес програла титул Джулії у матчі-реванші на New Year's Evil, закінчивши свій другий рейн у 276 дні. На Королівській битві, Перес встановила рекорд на перебування у жіночій королівській битві - 1 година 7 хвилин; вона вийшла під №3, і вибула останньою після того, як її викинула Шарлотт Флер. На Vengeance Day, Перес не змогла повернути титул у матчі фатальної четвірки проти чемпіонки Джулії, Бейлі й Джейд. Перес згодом кваліфікувалася до матчу Elimination Chamber, здолавши Ракель Родрігес на випуску Raw від 17 лютого. На самій події, вона була елімінована Алексою Блісс. Останній матч на NXT Перес провела на випуску від 29 квітня.

#### Raw і приєднання до Судного дню (2025–дотепер)
Після декількох появ у основному ростері на початку 2025 року, Перес приєдналася до бренду Raw 19 травня, паралельно з цим кваліфікувавшись до матчу з драбинами Money in the Bank, здолавши Беккі Лінч і Наталью у матчі потрійної загрози на тому ж випуску Raw. На однойменній події, вона не змогла виграти матч. Згодом, Перес взяла участь у турнірі Королева рингу 2025, вигравши перший раунд, і програвши у півфіналі. На випуску Raw від 30 червня, Перес приєдналася до Судного дня, і офіційно замінила травмовану Лів Морган у якості Командної чемпіонки серед жінок разом з Ракель Родрігес.

## Реслінг стиль та персона
Гонсалес називала Ей Джей Лі, Бейлі, Пейдж і Скелю як тих, хто її надихав. Її ім'я Rok-C походить від The Rock і її справжнього імені Карла. Гонсалес зазначила, що поєдинок із Мейко Сатомурою був для неї поєдинком мрії.

## Інші медіа

### Відеоігри
| рік      | Назва    | Примітки            | Ref.   |
| -------- | -------- | ------------------- | ------ |
| 2023 рік | WWE 2K23 | Дебют у відеоігорах | [ 75 ] |
| 2024 рік | WWE 2K24 |                     | [ 76 ] |

## Особисте життя
Гонсалес має латиноамериканське походження. Її батько з Пуерто-Ріко, а матір – мексиканка. В інтерв’ю Metro.co.uk у травні 2023 року Гонсалес пояснила, що завжди хотіла привнести тему психічного здоров’я в реслінг, і поділилася своїми думками з цього приводу.

## Чемпіонства і досягнення
- Mission Pro Wrestling
  - MPW Awards (3 рази)
    - Реслер року MPW (2019)[80]
    - Матч року MPW (2019)[80]
    - Момент року MPW (2019)[80]
- New Texas Pro Wrestling
  - Чемпіонство New Texas Pro серед жінок (1 раз)[81]
- Pro Wrestling Illustrated
  - Зайняла місце №15 у топ 250 реслерок у PWI Women's 250 в 2023 році[82]
- Renegade Wrestling Revolution
  - Чемпіонство RWR Vixens (1 раз)[80]
- Ring of Honor
  - Чемпіонство світу серед жінок ROH (1 раз)[11]
  - Турнір ща Чемпіонство світу серед жінок ROH (2021)[11]
  - ROH Year-End Award (2 рази)
    - Реслерка року (2021)[83]
    - Найкраща нова зірка (2021)[84]
- Reality of Wrestling
  - Чемпіонство ROW Diamonds Division (1 раз)[6]
- Sabotage Wrestling
  - Чемпіонство Sabotage War of the Genders (1 раз)[85]
- WWE
  - Командне чемпіонство WWE серед жінок (1 раз) – з Ракель Родрігес
  - Чемпіонство NXT серед жінок (2 рази)[86]
  - Командне Чемпіонстов NXT серед жінок (1 раз) – з Корою Джейд[87]
  - NXT Women's Breakout Tournament (2022)[88]
  - Women's Iron Survivor Challenge (2022)[28]
  - NXT Year-End Award (1 раз)
    - Суперзірка року серед жінок (2024)[89]